# スコット・ロスト
スコット・エパーソン（Scott Epperson、1980年6月8日 - ）は、アメリカ合衆国の元プロレスラー、カリフォルニア州出身。現役時代はスコット・ロスト（Scott Lost）のリングネームで活躍しており、 PWG創設者のメンバーのうちの1人である。2010年に引退をしている。

## 来歴
2000年にUPWのリングでデビュー。その後様々なインディー団体を転戦後、2003年5月にディスコ・マシン、エクスカリバー、ジョーイ・ライアン、トップ・ガン・トルウォー、スーパー・ドラゴンの6人、通称PWGシックスで南カリフォルニアにPWGを立ち上げている。そこでファンキー・ビリー・キム、"テクニカル・ウィザード"ジョーイ・ライアンとX-Foundationを結成している。
2003年7月23日のPWG初興行でアダム・ピアース、ハードコア・キッド、アル・カトラズと試合を行っている。
2004年2月22日にPWG世界タッグ王座を賭けてジョーイ・ライアンとのタッグで初代チャンピオンの ホミサイドとBボーイに挑戦、勝利してタッグ王座を初戴冠している。しかし、翌3月にクリス・ボッシュとクイックシルバーのタッグに王座を奪われてしまっている。
4月に再びエクスカリバーとスーパー・ドラゴンの持つタッグ王座に挑戦し2度目の戴冠をしているが、タイトル保持中にパートナーをクリス・ボッシュに変え、3度目の戴冠を果たした。同時にタッグ名もArroganceに改めている。しかし、7月にクイックシルバーとスコーピオ・スカイのタッグとマスクとタイトルを賭けたタイトル・コントラ・マスクで試合をするもスコットがピンフォールを奪われ、タイトルを奪われている。試合後にスコーピオ・スカイを攻撃して抗争をしていたが、12月のアイ・クイット・マッチにてスコーピオ・スカイが椅子を使ったスコーピオン・デスロックでスコットがギブアップし、抗争を終了している。
2006年初頭にタイトル王座を賭けて王者組のスーパー・ドラゴンとデイビー・リチャーズとのタッグと対戦するも、スコットがサイコドライバーでピンフォールを取られ負けている。3月に再びタッグ王座に挑戦。試合中にジョーイ・ライアンとスコーピオ・スカイの介入もあり王座を獲得し、4度目の獲得となった。その後この4人でダイナスティ（The Dynasty）を結成。
10月にB・ボーイとスーパー・ドラゴンのタッグに敗れタイトルを失っている。
2008年に入るとパートナーをライアンに戻し、1月にPWGタッグ王座を獲得。通算5度目の戴冠となった。しかし、3月にケビン・スティーンとエル・ジェネリコのタッグに奪われている。タッグ王座を手放してからはシングルで活動をするようになり、AWSライトヘビー王座、AWSヘビー級王座を獲得した。また、PWG世界ヘビー級王座にも挑戦している。
2010年1月にROHに初参戦。スコーピオ・スカイとのタッグでコルト・カバナとエル・ジェネリコのタッグと対戦している。翌日行われたPWGの興行ではライアンとのタッグでグレート・ムタとKAIと対戦、シャイニング・ウィザードでピンフォール負けをしている。
6月28日にPWG7周年興行で長年のライバルであるスコーピオ・スカイとの試合で引退することを発表。7月30日の引退試合でスコーピオ・スカイと対戦し、負けている。引退後はコミック・ブック・アーティストとして働くことを発表した。

## 得意技
ビッグ・ファット・キル
跪いてるか座ってる相手へのローリング・ソバット
ブレイキング・ポイント
変形バックブリーカーで持ち上げ腹這いになって前方に倒れこみ相手の後頭部を突き刺す
ロスト・イン・スペース
独特のフォームで放つダイビング・エルボー・ドロップ
バタフライ・エフェクト
シャープシューター
スーパースープレックス
スーパーマン・スピアー
コーナーにもたれかかっている相手へのスピアー、リングの中央付近からジャンプして勢いよく突き刺すのが特徴
ロスト・コーズ
コーナーにもたれかかっている相手へのスーパーキック
- カッター[22]
- ガットバスター
- 頭と腕を固めたフロント・スープレックス
- ムーンサルト
- 各種キック
- セントーン・ボム
- サイドバスターからのガットバスター

## 入場曲
- Moment of Clarity - ジェイ・Z

## 獲得タイトル
AWS（Alternative Wrestling Show）
- AWSヘビー級王座 : 1回[24]
- AWSライトヘビー級王座 : 1回[24]
- AWSタッグチーム王座 : 2回（w/ジョーイ・ライアン）[25]

BGPW（Battle Ground Pro Wrestling）
- BGPWヘビー級王座 : 1回[1]

CWA（California Wrestling Alliance）
- CWAタッグチーム王座 : 1回（w/ジョーイ・ライアン）[1]

GSCW（Golden State Championship Wrestling）
- GSCWライトヘビー級王座 : 2回[1]

PCW（Pacific Coast Wrestling）
- PCWタッグチーム王座 : 1回（w/ジョーイ・ライアン）[1]

PWG
- PWG世界タッグチーム王座 : 5回（w/ ジョーイ・ライアン : 3回、クリス・ボッシュ : 2回）[24]

WCWA（World Class Wrestling Alliance）
- WCWAタッグチーム王座 : 1回（w/ジョーイ・ライアン）[26]

WPW（World Pro Wrestling）
- WPWクルーザー級王座 : 1回[1]
- WPWタッグチーム王座 : 1回（w/ジョーイ・ライアン）

## 参考サイト
- Wrestlingdate - Scott Lost
- Cagematch Scott lost
- Online World of Wrestling - Scott Lost
- PWG - Results